# Жемехув
Жемехув (пол. Rzemiechów) — село в Польщі, у гміні Кобилін Кротошинського повіту Великопольського воєводства.
Населення — 94 особи (2011).
У 1975-1998 роках село належало до Лешненського воєводства.

## Демографія
Демографічна структура станом на 31 березня 2011 року:
|          | Загалом | Допрацездатний вік | Працездатний вік | Постпрацездатний вік |
| -------- | ------- | ------------------ | ---------------- | -------------------- |
| Чоловіки | 52      | 17                 | 29               | 6                    |
| Жінки    | 42      | 6                  | 29               | 7                    |
| Разом    | 94      | 23                 | 58               | 13                   |